# Ingrid Elofsdotter
Ingrid Elofsdotter (o Elovsdotter), també anomenada Ingrid di Svezia o Ingrid di Skänninge, (Skänninge, segle XIII – Skänninge, 2 de setembre de 1282) va ser una religiosa sueca.

## Biografia
Ingrid va viure en el Segle XIII a Östergötland, Skänninge. Quan enviudà va fer una pelegrinació a Terra Santa, Roma i Santiago de Compostel·la amb la seva germana i altres dones, amb l'esperança de més endavant fundar un convent a Skänninge. Qui l'animà a emprendre el viatge va ser Pietro de Dacia, un sacerdot dominic a qui ella tenia molta confiança. El 15 d'agost de 1281 va fundar el convent dominic de Sant Martí de Tours a Skänninge, el primer de Suècia. La fundació va ser amb la presència de rei Magnus III de Suècia. Fou priora del convent i va morir un any després per causes naturals.

## Culte
La veneració popular va començar després de la seva mort, quan es van registrar alguns miracles prop de la seva tomba o a través de la seva intercessió. El 1405 començà el procés de canonització i el bisbe de Linköping Canuto Bosson va portar la seva causa al Concili de Constança. El procés no va prosperar en aquest moment, però es reactivà el 1448 i fou confirmada el 1497. Les relíquies foren traslladades solemnement el 1507 per odrdre d'Alexandre VI amb la presència del rei i de tots els bisbes de la Suècia.